# IntelliCAD
IntelliCAD je program pro CAD (Computer aided design), tedy pro počítačem podporované 2D a 3D navrhování a projektování. Jeho jádro vyvíjí a udržuje mezinárodní organizace IntelliCAD Technology Consortium (ITC) od roku 1997. Jednotliví členové ITC vydávají vlastní varianty programu a ty se tak mohou lišit funkčností, způsobem licencování a cenou. Mimo obecných CAD programů jsou na jádru IntelliCAD vyvíjeny i specializované nadstavby pro různé obory, jako jsou například stavební programy od společnosti 4M S.A.
Program IntelliCAD je částečně kompatibilní s aktuálními verzemi výkresových formátů BIM, DGN, DWG a DXF a umožňuje programování ve VBA nebo LISP.
Aktuální verze IntelliCAD (s novým jádrem) nese označení 13.1.

## IntelliCAD Technology Consortium
Intellicad Technology Consortium (ITC) je mezinárodní organizace zaměřená na vývoj jádra programu IntelliCAD. Její členové vytvářejí na této platformě vlastní produkty, které dále mohou licencovat pod jiným názvem či pod různými licenčními podmínkami. Členy ITC jsou společnosti z celého světa od Spojených států (např. Autodsys) přes Evropu (4M S.A., ProgeSOFT) po Čínu (ZwCAD Software Co., Ltd).